# Марханга
Марханга — река в России, протекает в Кологривском районе Костромской области. Устье реки находится в 316 км по левому берегу реки Унжа. Длина реки составляет 22 км.
Исток находится в лесах западнее нежилой деревни Талица близ границы с Вологодской областью. В среднем течении течёт по ненаселённому лесу на запад, в нижнем течении поворачивает на юг. Крупнейший приток - Степановка (правый). Впадает в Унжу около деревень Дьяково и Вяльцево. При впадении на Унже пристань Вяльцево.

## Данные водного реестра
По данным государственного водного реестра России относится к Верхневолжскому бассейновому округу, водохозяйственный участок реки — Унжа от истока и до устья, речной подбассейн реки — Бассей притоков Волги ниже Рыбинского водохранилища до впадения Оки. Речной бассейн реки — (Верхняя) Волга до Куйбышевского водохранилища (без бассейна Оки).
По данным геоинформационной системы водохозяйственного районирования территории РФ, подготовленной Федеральным агентством водных ресурсов:
- Код водного объекта в государственном водном реестре — 08010300312110000015334
- Код по гидрологической изученности (ГИ) — 110001533
- Код бассейна — 08.01.03.003
- Номер тома по ГИ — 10
- Выпуск по ГИ — 0